# Liste von Kunstwerken im öffentlichen Raum in Datteln
Die Liste von Kunstwerken im öffentlichen Raum in Datteln gibt einen Überblick über Kunst im öffentlichen Raum, unter anderem Skulpturen, Plastiken, Landmarken und andere Kunstwerke in Datteln, Kreis Recklinghausen. Es besteht kein Anspruch auf Vollständigkeit.

## Kunstwerke in Datteln
| Bezeichnung                              | Standort                                                   | Koordinate                      | errichtet | Künstler        | Anmerkungen | Bild |
| ---------------------------------------- | ---------------------------------------------------------- | ------------------------------- | --------- | --------------- | --- | ---- |
| Brunnen am Tigg                          | Am Tigg                                                    | 51° 39′ 14,8″ N, 7° 20′ 40″ O   | 1985      |                 | Brunnen mit 3 Kugeln. Der Name Tigg leitet sich vom germanischen Thing (Versammlungsstätte) ab.                                                                      |      |
| Gedenkstein vor dem Amts- und Rathaus    | Genthiner Str., Park hinter dem Rathaus                    | 51° 39′ 24,8″ N, 7° 20′ 51,7″ O | 1913      |                 | Gedenkstein mit Jahreszahlen. Sie erinnern an die Freiheitskriege 1813, das Dreikaiserjahr 1888 und an das 25-jährige Regierungsjubiläum von Kaiser Wilhelm II 1913. |      |
| Kriegerdenkmal von 1889                  | Genthiner Str., Park hinter dem Rathaus                    | 51° 39′ 23″ N, 7° 20′ 47,6″ O   | 1889      |                 | Sandsteinobelisk mit Adler in Zinkguss zu Ehren 12 Dattelner Soldaten, die in den Feldzügen 1866 und 1870/71 starben.                                                |      |
| Ab in die Mitte                          | Hohe Straße, Fußgängerzone                                 | 51° 39′ 11,4″ N, 7° 20′ 34″ O   | 2002      | V.A.            | Gestaltete Schiffsschrauben und Anker auf Sockeln im Rahmen der Cityoffensive 2002.                                                                                  |      |
| Wegekreuz                                | Kreuzung Marktplatz / Türkenort                            | 51° 39′ 16,6″ N, 7° 20′ 30,7″ O |           |                 | |      |
| Maria mit Kind                           | St.-Amandus-Kirche                                         | 51° 39′ 10,8″ N, 7° 20′ 47,3″ O |           |                 | Bronzeskulptur Maria mit Kind |      |
| Kreuzweg                                 | St.-Amandus-Kirche                                         | 51° 39′ 11″ N, 7° 20′ 46,7″ O   |           |                 | Künstlerisch gestaltete Metallskulptur die den Kreuzweg symbolisiert                                                                                                 |      |
| St. Vincenz                              | Am Haupteingang des St. Vincenz Krankenhaus.               | 51° 39′ 8,8″ N, 7° 20′ 40,7″ O  |           |                 | Skulptur des Heiligen Vinzenz de Paul |      |
| Flötenspieler                            | Kolpingstraße 1, vor der Stadthalle                        | 51° 39′ 8,7″ N, 7° 20′ 33,7″ O  |           |                 | |      |
| Martin Luther                            | Martin-Luther Kirche                                       | 51° 39′ 5,7″ N, 7° 20′ 26,2″ O  |           |                 | Skulptur von Martin Luther mit Bibel an der Fassade der Kirche. |      |
| Horneburger Mariengrotte (Fatima-Grotte) | Schloßstraße, hinter der neuen St.-Maria-Magdalena-Kirche. | 51° 37′ 48,4″ N, 7° 17′ 41,1″ O | 2004      | Wilhelm Nitzbon | Mariengrotte mit einer Statue aus Mahagoni aus Fatima. Inschrift: „Maria weise uns den Weg“ Die Figur wurde von Agnes Schollers von einer Pilgerfahrt mitgebracht.   |      |